# Rolltor

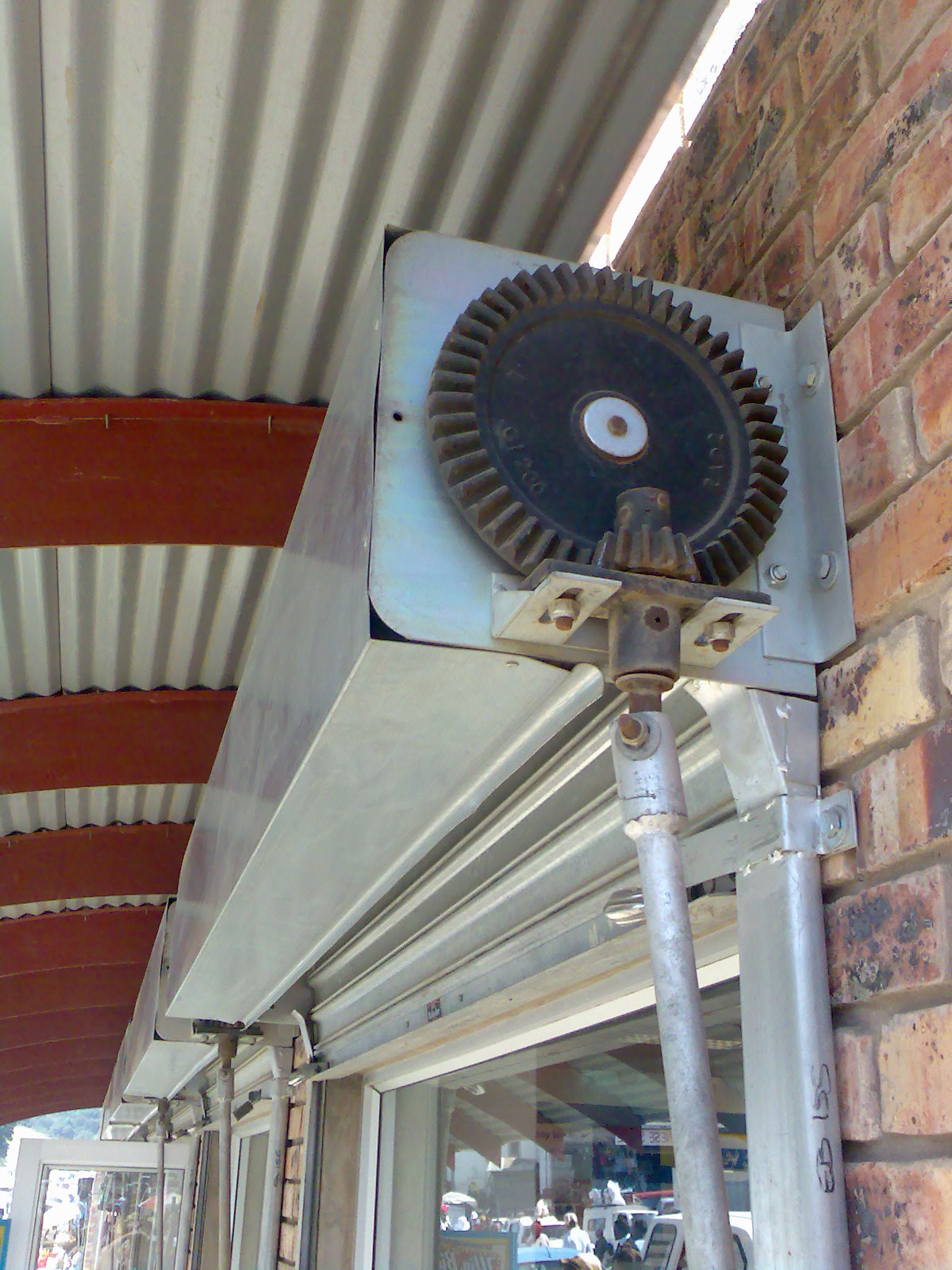
Rolltor mit Handkurbel

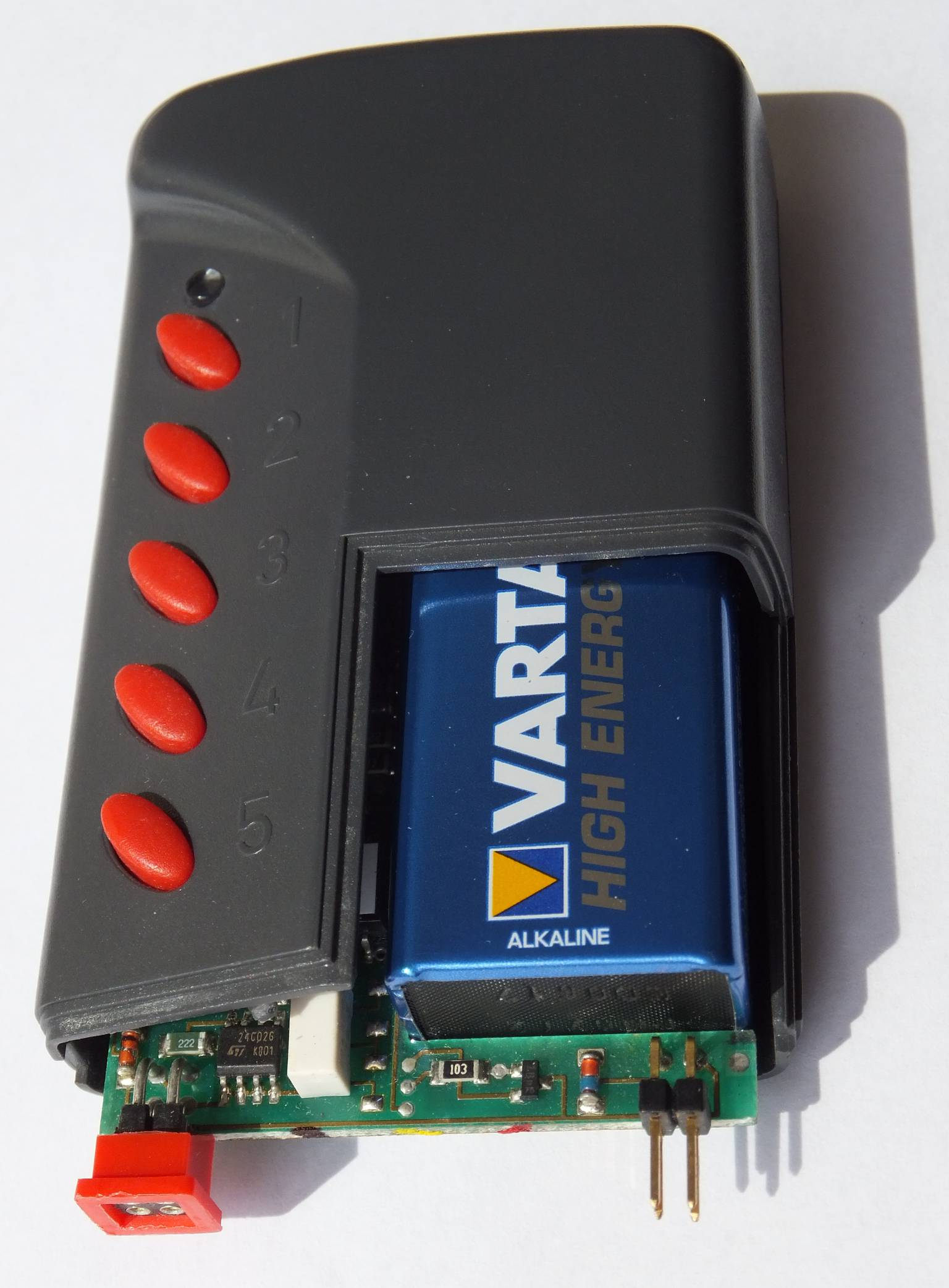
5-Kanal-Garagentorsender, geöffnet, sichtbar sind die Kontakte zur Programmierung der Tasten

Ein Rolltor ist ein Tor, das verwendet wird, um begeh- oder befahrbare Öffnungen von Hallen oder Garagen abzuschließen. Es ähnelt einem Rollladen, muss jedoch zusätzlich die Sicherheits- und Wärmeschutzanforderungen erfüllen, die beim Rollladen durch das Fenster gewährleistet werden. Rolltore haben gegenüber dem klassischen Garagentor den Vorteil, dass außen kein Raum zum Öffnen benötigt wird. Der Vorteil gegenüber dem Sektionaltor liegt darin, dass keine Fläche über dem Innenraum benötigt wird.
Rolltore werden meist im gewerblichen Bereich, dort auch als Schnelllauftore, seltener im privaten Bereich als Garagentore verwendet.

## Funktionsweise
Beim Öffnen wird der sogenannte Panzer aufgewickelt, wodurch wenig Platz beansprucht wird. Je nach Ausführung können solche Rolltore beispielsweise feuerhemmend, schalldämmend oder sogar beschusssicher sein.
Rolltore unterliegen der EG-Bauproduktenrichtlinie 89/106/EWG, die durch die Produktnorm DIN EN 13241, die seit 1. Mai 2005 gilt, konkretisiert wird. Kraftbetätigte Rolltore müssen weitere Richtlinien, insbesondere die Maschinenrichtlinie, erfüllen.

## Bestandteile eines Rolltors

### Rolltorpanzer
Ein Rolltorpanzer besteht aus miteinander scharnierenden Profilen, auch Stäbe genannt. Je nach Größe und Aufgabe des Tores gibt es die Panzer aus Kunststoff (z. B. PVC-U (Polyvinylchlorid hart)) oder meistens aus Metall. Vorzugsweise wird Aluminium oder Stahl verwendet. Profile gibt es in diversen Größen und Formen, ein- oder doppelwandig. Doppelwandige Profile sind meist mit Polyurethan (PU) ausgeschäumt, können aber für besondere Anwendungsfälle, wie Feuer- oder Schallschutz, mit Materialien mit entsprechenden Eigenschaften gefüllt sein (z. B. Mineralwolle). Die PU-Ausschäumung erhöht die Stabilität, die Wärmedämmung und den Schallschutz des Rolltors.
Der Panzer wird durch die seitlich angebrachten Führungsschienen geführt und beim Hochfahren auf die Welle gewickelt. Die einzelnen Profile des Rolltorpanzers müssen gegen seitliches Verschieben gesichert sein, da ansonsten eine Beeinträchtigung der Funktion oder hoher Verschleiß eintreten kann. Als Verschiebesicherung werden meist sogenannte Kopfstücke, auch Endstücke genannt, eingesetzt. Bei zu erwartenden hohen Windlasten oder bei großen Toren wird der Panzer zusätzlich mittels Sturmankern (mit oder ohne Rollen) in den Führungsschienen festgehalten. In diesem Fall werden einige der Standardkopfstücke durch entsprechende Sturmanker ersetzt. Diese können nur bei geschlossenem Tor, nicht jedoch während des Öffnungs- und Schließvorgangs, wirksam werden.

### Führungsschienen
Die Führungsschienen sitzen an den Außenkanten der Öffnung und haben die Aufgabe, den Panzer seitlich zu führen und im heruntergelassenen Zustand die Kräfte (insbesondere Windkräfte), die auf den Panzer wirken, aufzunehmen. Sie haben in der Regel einen U-förmigen Querschnitt. Als Material wird Stahl, seltener auch Aluminium verwendet.

### Welle
Die Welle trägt den Rolltorpanzer und auf sie wird er auch aufgewickelt. Die Welle besteht in der Regel aus einem Siederohr, Ronden, die in das Siederohr eingeschweißt werden und die Verbindung zu den Bolzen (Wellenzapfen), welche mit dem Antrieb bzw. Lager oder Abrollsicherung verbunden sind. Die Siederohre sind rund, durchgängig hohl und aus Stahl. Die Bolzen sind runde Vollstahlstifte, die über die Ronden in das Siederohr geschweißt werden und an den Seiten herausgucken. Bei leichten Toren werden auch Sechs- oder Achtkant-Stahlwellen verwendet (siehe: Rollladen).

### Konsolen
Die Konsolen dienen zur Befestigung des Tores an der tragenden Wand. Auf ihnen sitzen der Antrieb und das Lager bzw. die Abrollsicherung, an welchen wiederum die Welle und der Panzer hängen. Der Befestigung der Konsolen an der Wand ist besondere Aufmerksamkeit zu widmen, da diese die gesamte Last (Torgewicht und evtl. Kettenzugkraft sowie dynamische Kraft im Fall des Eingreifens der Abrollsicherung) tragen müssen. Bei der Wahl der Befestigungsmittel (z. B. Dübel) sind sowohl die Kräfte und die Konsolengeometrie als auch die Beschaffenheit der Wand sowie die Umgebungsbedingungen (z. B. Feuchtigkeit) zu berücksichtigen.

### Antrieb
Der Antrieb öffnet und schließt das Tor. Er kann per Hand oder durch Elektromotoren verschiedener Bauart erfolgen. Ein Rohrantrieb wird in die Welle hineingesteckt. Das Antriebsmodul ist meist eine Einheit von Elektromotor und Planetengetriebe. Die Anwendung ist begrenzt auf kleine Tore, zumeist für Privatgaragen. Beim Kettenantrieb wird die Bewegung, die der Motor aufbringt, mittels einer Kette auf die Welle übertragen (Übersetzungsverhältnis zumeist etwa 1:3). Er wird bei sehr schweren Toren verwendet oder wenn seitlich kein Platz für einen Direktantrieb ist. Der Direktantrieb (auch Aufsteckantrieb genannt) besitzt eine Hohlwelle mit Passfedernut. Er sitzt direkt auf dem Wellenzapfen. Elektrische Antriebe müssen mit einer Notbetätigung (Nothandkurbel, Notkette, Schnellentriegelung) ausgerüstet sein, um das Tor auch ohne Strom-Versorgung öffnen zu können.
Zu den manuellen Antrieben zählt die Federwelle, die sich beim Herunterlassen des Tores spannt und den Kraftaufwand beim Hochschieben verringert. Des Weiteren gibt es Kurbelantriebe, bei welchen über eine Kurbel ein Drahtseil bewegt wird, das die Welle dreht (wird heute nur selten eingesetzt). Beim Handkettenantrieb wird die Bewegung, die man an einer Kette erzeugt (über ein Getriebe) an die Welle weitergeleitet. Dieser Antrieb ist für kleine bis mittlere Tore gedacht.

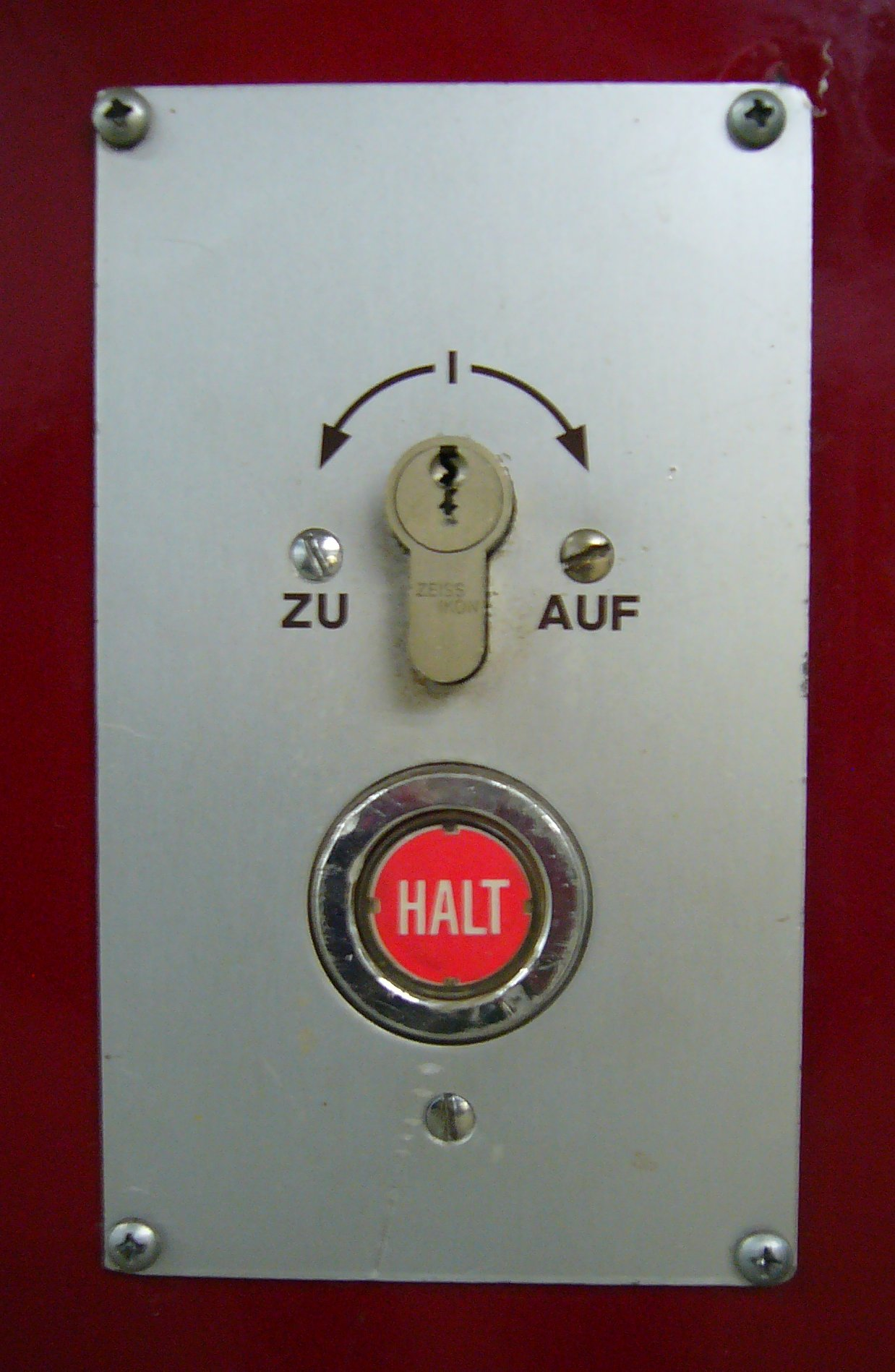
Ein Schlüsselschalter eines Rolltors

### Abrollsicherung
Bei jedem Rolltor muss eine Abrollsicherung bzw. Fangvorrichtung vorhanden sein (nach DIN EN 12604). Falls ein Tragmittel (z. B. Getriebe, Kette) des Rolltors versagt, sorgt die Abrollsicherung dafür, dass der Panzer sicher und schnell gestoppt wird. Die am häufigsten verwendeten Abrollsicherungen werden an der Welle anstelle eines Lagers angebracht. Sie nutzen die Fliehkraft umlaufender Zylinderrollen aus, die bei Überschreiten der üblichen Betriebsdrehzahl an einer Stelle des Umfangs nach außen gedrückt werden und so die Fangvorrichtung einrasten lassen. Bei Aufsteckantrieben ist die Abrollsicherung meist im Antrieb integriert. Es gibt auch Fangvorrichtungen, die am unteren Ende des Panzers sitzen und sich im Absturzfall in die Führungsschiene drücken und so den Panzer bremsen. Diese sind heute wegen des deutlich höheren Aufwandes jedoch selten.

### Sicherungseinrichtungen für die Schließkante
Damit vom sich schließenden Tor keine Personengefährdung ausgeht, müssen einige Sicherheitsvorschriften beachtet werden. Für kraftbetätigte Tore sind diese in der DIN EN 12453 definiert.
Nur wenn Tore mit einer Totmannschaltung ausgerüstet sind (das heißt, dass das Tor nur so lange läuft, wie der Schalter festgehalten wird) und das Tor vom Bediener vollständig überblickt werden kann, kann auf eine Absicherung der Schließkante verzichtet werden. Wird das Tor z. B. per Funk oder in Selbsthaltung (das heißt, durch kurzes Tasten auf einem Schalter fährt das Tor selbstständig zu) betrieben, dann muss die Hauptschließkante (unterer Abschluss des Torpanzers) zusätzlich gesichert werden, um ein Einklemmen von Personen zu verhindern. Dies geschieht im Allgemeinen über berührungsempfindliche Schaltleisten. Je nach Einsatzfall und Automatisierungsgrad sind zusätzliche Sicherungen, wie Lichtschranken, vorgeschrieben. DIN EN 12453 enthält eine Tabelle, in der je nach Benutzerkreis und Automatisierungsgrad die notwendigen Sicherheitseinrichtungen vorgegeben werden. Schaltleisten bestehen zumeist aus Gummi (EPDM). Sie basieren auf einem optoelektronischen Prinzip (Unterbrechung eines im Hohlprofil geführten Lichtstrahls), einem Elektrokontakt-Prinzip (Schließen eines Stromkreises bei Deformation der Schaltleiste (8,2-kOhm -System)) oder verwenden einen Druckwellenschalter (heute nicht mehr Stand der Technik).

### Bedienelemente
Es gibt verschiedene Bedienelemente zur Torsteuerung, wie z. B. Druckknopftaster, Schlüsselschalter, Codiertaster, Kartenleser oder neuerdings auch biometrische Systeme (Fingerprint-Erkennung). Darüber hinaus können Tore per Funk, Induktionsschleifen oder über die Gebäudeleittechnik gesteuert werden.

## Sicherheitsüberprüfung
- Bei gewerblich eingesetzten elektrischen Rolltoren sollte eine jährliche Sicherheitsüberprüfung (UVV-Prüfung) nach Kapitel 10.2 der ASR A1.7 „Türen und Tore“ (Ausgabe November 2009 mit Korrekturen vom Juli 2010) von fachkundigem Personal durchgeführt werden.

## Berufsbild
Rollladen- und Sonnenschutzmechatroniker ist ein Ausbildungs- und Meisterberuf mit dem Bereich Rolltor.
Industrie-Elektroniker Fachrichtung Gerätetechnik